# US-amerikanische Fußballnationalmannschaft (U-17-Juniorinnen)
Die US-amerikanische U-17-Fußballnationalmannschaft der Frauen repräsentiert die USA im internationalen Frauenfußball. Die Nationalmannschaft untersteht der United States Soccer Federation und wird seit November 2021 von Natalia Astrain trainiert.
Die Mannschaft tritt bei der U-17-Nord- und Zentralamerikameisterschaft und der U-17-Weltmeisterschaft für die USA an. Mit fünf Siegen bei der Nord- und Zentralamerikameisterschaft ist das Team die mit Abstand erfolgreichste U-17-Nationalmannschaft der CONCACAF. Entsprechend regelmäßig vertritt die US-amerikanische Auswahl den Kontinentalverband bei der U-17-WM, bei der sie 2008 mit dem Vizeweltmeistertitel ihren bisher größten Erfolg feierte.

## Geschichte
Die U-17-Auswahl wurde Ende des Jahres 2002 gegründet und absolvierte ihre ersten drei Spiele im November 2002, darunter zwei gegen Regionalauswahlen älterer Jahrgänge und eines gegen Schottlands U-17, das sie mit 3:0 gewann. In den ersten Jahren bestritt das Team vorwiegend Freundschaftsspiele gegen Kanada und Deutschland oder regionale Auswahlmannschaften, zu denen auch die eigene U-16 zählte. Zumeist blieben die USA in diesen Spielen siegreich.
Das erste offizielle Turnier in dieser Altersklasse, die Nord- und Zentralamerikameisterschaft 2008, gewann die US-amerikanische Auswahl ungeschlagen und mit 29:2 Toren. Auch bei der ersten U-17-Weltmeisterschaft 2008 zählten die USA zum Favoritenkreis, besiegten unter anderem im Halbfinale Deutschland und mussten sich im Finale Nordkorea erst in der Verlängerung geschlagen geben.
Bei der U-17-Weltmeisterschaft 2012 schied die US-Auswahl trotz eines Sieges und zweier Unentschieden in der Vorrunde frühzeitig aus und war damit die erste Mannschaft überhaupt, die eine Frauen-Weltmeisterschaft nach der Gruppenphase ungeschlagen und mit fünf Punkten verlassen musste.
Im April 2022 brach das Team beim 20:0-Sieg gegen Grenada bei der Nord- und Zentralamerikameisterschaft 2022 den Rekord für die meisten Tore einer US-amerikanischen Frauennationalmannschaft in einem WM-Qualifikationsspiel. Es war außerdem das erste Mal, dass bei einem Spiel einer US-amerikanischen Frauennationalmannschaft drei verschiedene Spielerinnen drei oder mehr Tore erzielten.

## Turnierbilanz

### Weltmeisterschaft
| Jahr   | Gastgeber               | Platzierung        |
| ------ | ----------------------- | ------------------ |
| 2008   | Neuseeland              | Vize-Weltmeister   |
| 2010   | Trinidad und Tobago     | nicht qualifiziert |
| 2012   | Aserbaidschan           | Gruppenphase       |
| 2014   | Costa Rica              | nicht qualifiziert |
| 2016   | Jordanien               | Gruppenphase       |
| 2018   | Uruguay                 | Gruppenphase       |
| 2021 1 | Indien 1                | – 1                |
| 2022   | Indien                  | Viertelfinale      |
| 2024   | Dominikanische Republik | 3. Platz           |

### Nord- und Zentralamerikameisterschaft
| Jahr   | Gastgeber                    | Platzierung                     |
| ------ | ---------------------------- | ------------------------------- |
| 2008   | Trinidad und Tobago          | Nord- und Zentralamerikameister |
| 2010   | Costa Rica                   | 3. Platz                        |
| 2012   | Guatemala                    | Nord- und Zentralamerikameister |
| 2013   | Jamaika                      | 3. Platz                        |
| 2016   | Grenada                      | Nord- und Zentralamerikameister |
| 2018   | Nicaragua Vereinigte Staaten | Nord- und Zentralamerikameister |
| 2020 2 | Mexiko 2                     | – 2                             |
| 2022   | Dominikanische Republik      | Nord- und Zentralamerikameister |
| 2024   | Mexiko                       | Nord- und Zentralamerikameister |

## Trainerhistorie
- Erica Walsh (2004–2006)
- Kazbek Tambi (2006–2010)
- Mike Dickey (2010–2011)
- Albertin Montoya (2011–2012)
- B. J. Snow (2013–2017)
- Mark Carr (2017–2018)
- Tracey Kevins (2019–2021)
- Natalia Astrain (2021–2023)

## Bilanz
Folgende Länderspiele 3 absolvierte die US-amerikanische U-17-Nationalmannschaft seit ihrer Gründung:
| Jahr   | Spiele | S   | U  | N  | Trainer                       | Quelle               |
| ------ | ------ | --- | -- | -- | ----------------------------- | -------------------- |
| 2002   | 1      | 1   | 0  | 0  |                               | [ 1 ]                |
| 2003   | 3      | 3   | 0  | 0  |                               | [ 1 ]                |
| 2004   | 2      | 2   | 0  | 0  | Erica Walsh                   | [ 1 ]                |
| 2005   | 6      | 3   | 0  | 3  | Erica Walsh                   | [ 1 ]                |
| 2006   | 9      | 7   | 1  | 1  | Erica Walsh Kazbek Tambi      | [ 1 ]                |
| 2007   | 8      | 7   | 0  | 1  | Kazbek Tambi                  | [ 1 ]                |
| 2008   | 14     | 11  | 1  | 2  | Kazbek Tambi                  | [ 1 ]                |
| 2009   | 7      | 4   | 1  | 2  | Kazbek Tambi                  | [ 1 ]                |
| 2010   | 18     | 13  | 3  | 2  | Kazbek Tambi Mike Dickey      | [ 1 ]                |
| 2011   | 4      | 1   | 2  | 1  | Mike Dickey Albertin Montoya  | [ 1 ]                |
| 2012   | 17     | 13  | 4  | 0  | Albertin Montoya              | [ 1 ]                |
| 2013   | 12     | 8   | 3  | 1  | B. J. Snow                    | [ 8 ]                |
| 2014   | 3      | 3   | 0  | 0  | B. J. Snow                    | [ 9 ]                |
| 2015   | 3      | 3   | 0  | 0  | B. J. Snow                    | [ 9 ]                |
| 2016   | 17     | 13  | 2  | 2  | B. J. Snow                    | [ 9 ]                |
| 2017   | 13     | 9   | 3  | 1  | B. J. Snow Mark Carr          | [ 10 ]               |
| 2018   | 34     | 24  | 6  | 4  | Mark Carr                     | [ 11 ]               |
| 2019   | 11     | 9   | 1  | 1  | Tracey Kevins                 | [ 12 ]               |
| 2020 4 | –      | –   | –  | –  | Tracey Kevins                 | [ 2 ]                |
| 2021 4 | –      | –   | –  | –  | Tracey Kevins Natalia Astrain | [ 2 ]                |
| 2022   | 7      | 7   | 0  | 0  | Natalia Astrain               | [ 12 ]               |
| Gesamt | 189    | 141 | 27 | 21 | (Stand: 8. Mai 2022)          | (Stand: 8. Mai 2022) |